# 靖安高速公路
靖边至安塞高速公路，简称靖安高速公路，是中国国家高速公路网包茂高速公路（G65）在陕西省境内的重要路段，也是陕西省“2367”高速公路网三条纵向线之一“榆康线”的组成部分。起于榆林市靖边县石家湾，与榆靖高速公路相接，经乔沟湾、天赐湾、镰刀湾、化子坪、建华寺，止于延安市安塞区曹村，与延塞高速公路相接，全长103.94公里，双向四车道，设计车速为80公里/小时。全线设桥梁145座、涵洞（道）229道，各类立交、通道130处；总投资45.8亿元人民币。于2003年3月开工建设，2006年9月5日建成通车。
根据陕西省交通运输厅、陕西省公安厅于2016年11月28日发布的限速公告，靖安高速公路靖边至银湾服务区段（K413～K426）双方向小客车限速值120公里/小时，其他机动车限速值100公里/小时；银湾服务区至建华寺立交段（K426～K510）双方向小客车限速值100公里/小时，其他机动车限速值80公里/小时；建华寺立交至安塞北立交段（K510～K525）双方向所有车辆限速值均为100公里/小时；安塞北立交至延安段（K525～K548）双方向小客车限速值120公里/小时，其他机动车限速值100公里/小时。